# Ozarba tricuspis
Ozarba tricuspis là một loài bướm đêm trong họ Noctuidae.